# Чатем (остров)
Ча́тем, или Рекоху (англ. Chatham, маори Rekohu) — крупнейший остров одноимённого архипелага. 

## География
Площадь — более 900 км².

## История
Европейцами остров был открыт в 1791 году, хотя коренное население (мориори) жило на острове с 1000 года нашей эры.

## Население
На острове проживает около 600 человек (2013).